# Neagolius falcispinis
Neagolius falcispinis är en skalbaggsart som beskrevs av Koshantschikov 1912. Neagolius falcispinis ingår i släktet Neagolius och familjen Aphodiidae. Inga underarter finns listade i Catalogue of Life.